# Lomas de Canelo

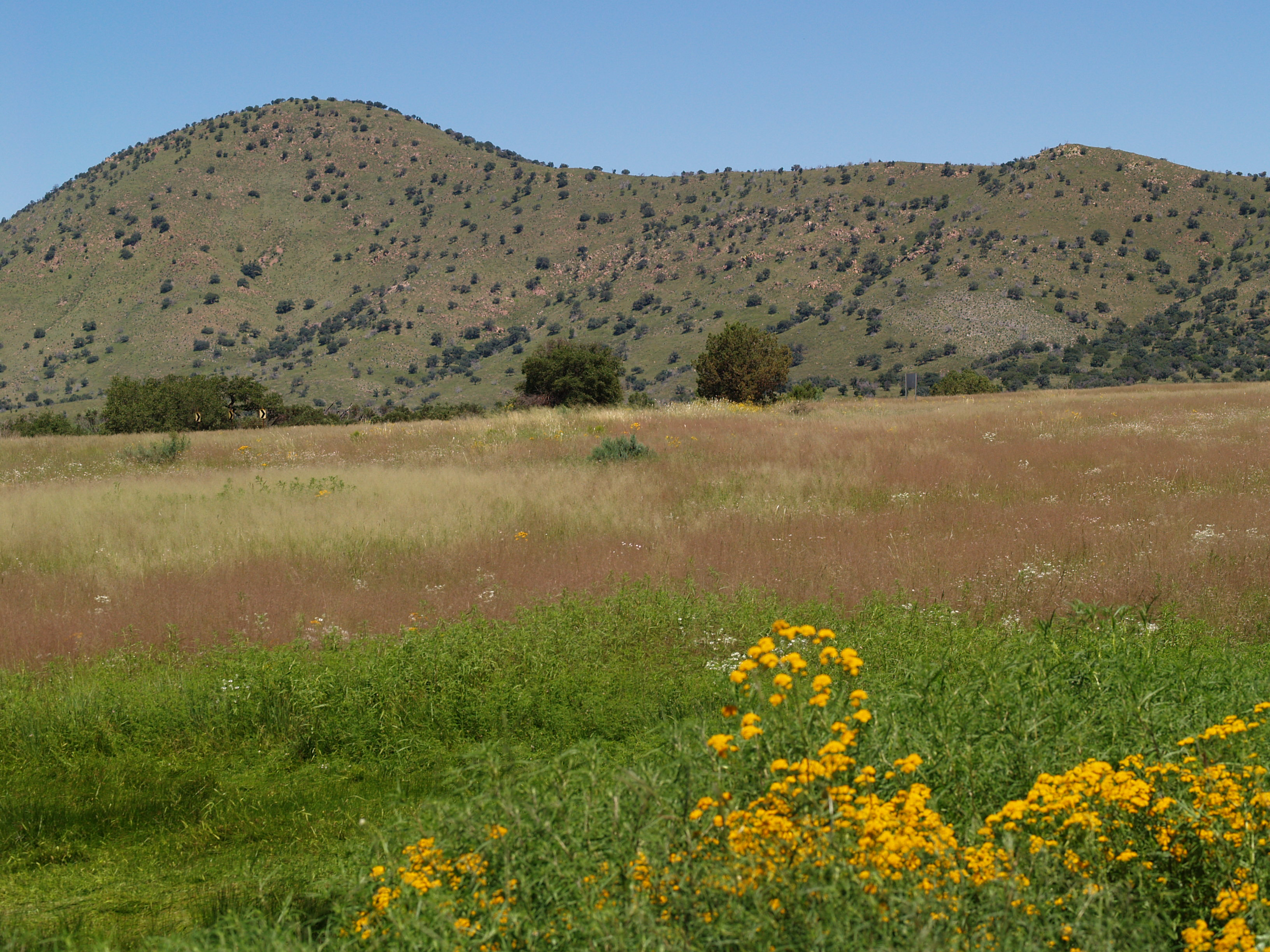
Lomas de Canelo.

Las lomas de Canelo son una sierra de montañas de poca altura o lomas en el oriente del condado de Santa Cruz en Arizona (Estados Unidos). La sierra consiste de una serie de riscos con orientación noroeste-sureste que se extienden desde el valle del arroyo Sonoita  al sureste de Sonoita hasta el área del lago del Cañón Parker en el suroeste del condado de Cochise en Arizona. Las lomas de Canelo emergen con la sierra de Huachuca en el sureste. El valle de San Rafael yace al suroeste de la sierra y la sierra de la Patagonia yacen al oeste a lo largo del valle del arroyo de Harshaw.

## Geología
Las lomas de Canelo están compuestas al noroeste por rocas sedimentarias pérmicas y rocas volcánicas del jurásico y triásico. La margen suroeste que se extiende hacia las Patagonias está compuesta de roca volcánica del cretácico y del eoceno. La vertiente sur de las lomas de Canelo poseen evidencia de la existencia de calderas volcánicas en la Caldera del Cañón de Parker. Esta caldera tiene una topografía en forma de riñón que se estrecha desde el Paso Canelo al norte a unas 15 millas al sureste hacia los Huachuaca y la porción este del Valle de San Rafael. Los volcanes jurásicos en el área consiten de riolita que contienen bloques exótico de caliza, cuarcita  y otras tipos de rocas que se consideran como "intercaldera megabreccia lenses".